# Most Blackfriars, London
Most Blackfriars je prometni most čez reko Temzo v Londonu za cestni in peš promet, ki stoji med mostom Waterloo in železniškim mostom Blackfriars in po katerem poteka cesta A201. Severni konec je v City of London v bližini Inns of Court in Tempeljske cerkve, skupaj s postajo Blackfriars. Južni konec je v londonskem okrožju Southwark, blizu galerije Tate Modern in stolpa Oxo. Odprt je bil v 1860-ih in je nadomestil prejšnji most iz 1760-ih.

## Zgodovina
Prvi fiksni prehod pri Blackfriarsu je bil 303 m dolg cestninski most, ki ga je v italijanskem slogu zasnoval Robert Mylne in je bil zgrajen z devetimi segmentnimi loki iz portlandskega kamna. Gradili so ga devet let po načrtih Johna Gwynna in Georgea Dancea, za javnost pa so ga odprli leta 1769. Bil je tretji most čez Temzo v takrat pozidanem območju Londona, ki je dopolnjeval starodavni Londonski most, ki izvira iz leta nekaj stoletij prej in Westminstrski most. Prvotno so ga poimenovali Most Williama Pitta (po ministrskem predsedniku Williamu Pittu starejšem) kot posvetilo, vendar je bilo njegovo neformalno ime, ki se nanaša na predel v mestu, poimenovanem po samostanu Blackfriars, dominikanskem samostanu, ki je nekoč stal v bližini, na splošno sprejet. Kasneje je postal brezplačen.
Za njegovo promocijo je bila odgovorna korporacija City of London, lokacija med drugima dvema mostovoma pa je bila izbrana, ker je bilo ugotovljeno, da bi opuščeno pristanišče spodnje reke Fleet od Temze do tega, kar je postalo Ludgate Circus, omogočilo dostop do severnega brega brez nepotrebnega motenje soseske; od tod tudi ime New Bridge Street. Fleet je mogoče videti, kako se izliva v Temzo na njeni severni strani. Z dovozno cesto od njegovega južnega podesta do križišča z ustvarjenimi potmi, ki so bile ustvarjene za poenostavitev prehoda med temi mostovi na vzhodu in zahoda proti jugu, bi to prav tako prispevalo k tem izboljšavam. To je ustvarilo stičišče pri St George's Circus med Westminster Bridge Road, Borough Road in kasneje imenovano Blackfriars Road, ki je prečkala večinoma odprto župnijo Christchurch Surrey. Nadaljevanje proti jugu na glavnem križišču pri Elephant and Castle se zato imenuje London Road.
Čeprav je bil zgrajen iz portlandskega kamna, je bila izdelava zelo pomanjkljiva. Med letoma 1833 in 1840 so bila potrebna obsežna popravila, dokler se končno niso odločili zgraditi novega mostu na istem mestu, kar je sovpadlo z nastankom križišča nabrežja Temze z novo ulico Queen Victoria Street in je zahtevalo veliko preureditev.
Prvi most Blackfriars je bil porušen leta 1860. P. A. Thom & Company je dobil naročilo za rekonstrukcijo mostu in pri Lloyds, Foster and Company naročil želeno železo. Vendar je P. A. Thom naletel na težave pri iskanju stabilnih temeljev za most, kar je nazadnje vodilo v finančne težave. Posledično je Lloyds, Foster and Company bankrotirala in utrpela izgubo v višini 250.000 GBP na projektu. Kovinsko konstrukcijo za most je nazadnje izdelalo podjetje The Patent Shaft and Axletree Company, Wednesbury, po njihovem nakupu Lloyds, Foster and Company.
Sedanji most, ki ga je 6. novembra 1869 odprla kraljica Viktorija, je dolg 281 m in je sestavljen iz petih lokov iz kovanega železa, zgrajenih po načrtu Josepha Cubitta. Cubitt je zasnoval tudi sosednji železniški most (zdaj porušen) in pogoj je bil, da so razponi in stebri obeh mostov poravnani. Tako kot njegov predhodnik je v lasti in vzdrževanju Bridge House Estates, dobrodelnega sklada, ki ga nadzoruje City of London Corporation. Zakon o mostovih Blackfriars in Southwark iz leta 1867 je celotno dolžino in njegov južni konec postavil znotraj meja mesta, v župniji St Anne Blackfriars, in ne v sosednjem okrožju Southwark. Zaradi obsega prometa čez most so ga med letoma 1907 in 1910 razširili iz 21 m na sedanjih 32 m.
14. septembra 1909 je londonski župan George Wyatt Truscott odprl tramvajsko progo čez na novo razširjeni most. Zaprla se je 5. julija 1952.
Most je pritegnil nekaj mednarodne pozornosti junija 1982, ko so truplo Roberta Calvija, nekdanjega predsednika največje italijanske zasebne banke, našli obešenega na enem od njegovih lokov s petimi opekami in približno 14.000 $ v treh različnih valutah v njegovih žepih. Calvijevo smrt so sprva obravnavali kot samomor, vendar je bil na begu iz Italije, obtožen poneverbe, leta 2002 pa so forenzični izvedenci ugotovili, da ga je umorila mafija, ki ji je bil dolžan. Leta 2005 so petim osumljenim članom mafije sodili na sodišču v Rimu zaradi umora Calvija, a so bili junija 2007 vsi oproščeni zaradi pomanjkanja dokazov.

## Dekoracija
Na stebrih mostu so kamnite rezbarije vodnih ptic, ki jih je izdelal kipar John Birnie Philip. Na vzhodni (dolvodni) strani (tj. strani, ki je bližje izlivu Temze in Severnemu morju), rezbarije prikazujejo morsko življenje in morske ptice; tisti na zahodni (gorvodni) strani prikazujejo sladkovodne ptice – kar odraža vlogo Blackfriarja kot točke preobrata v plimovanju.
Na severni strani mostu je kip kraljice Viktorije (financiral sir Alfred Seale Haslam), ki ji je bil most posvečen.
Na severnem koncu mostu je spominska plošča, ki dokumentira zgodovino mostu, vključno z njegovim ponovnim odprtjem leta 1909 s strani župana Truscotta, ki ga spremlja reliefni grb korporacije City of London.
Konci mostu so oblikovani kot prižnica v sklicevanju na črne brate.

## Železniška postaja
Most je dobil ime po železniški postaji Blackfriars Bridge na južnem bregu, ki so jo odprli leta 1864, preden so jo leta 1885 zaprli za potnike po odprtju današnje glavne postaje Blackfriars. Postaja Blackfriars Bridge je delovala kot postajališče za blago do leta 1964, ko so jo popolnoma porušili in večino preuredili v pisarne.
Reka Fleet se izliva v Temzo pod severnim koncem mostu Blackfriars. Struktura je leta 1972 dobila status zaščite II. stopnje.

## V popularni kulturi
Leta 1774 je bil novi most omenjen v priljubljeni pesmi v operi Charlesa Dibdina The Waterman, ki se nanaša na čolnarje, ki so prevažali modne ljudi v vrtove Vauxhall in Ranelagh.
- Most Blackfriars, pogled od zgoraj proti jugu
- Most Blackfriars ponoči
- Pogled s poti po Temzi pod železniškim mostom Blackfriars

Baileyjev most, ki so ga leta 1945 zgradili kanadski kraljevi inženirji (R.C.E.) čez reko Ren v Reesu v Nemčiji, so poimenovali Blackfriars Bridge in je bil s 558 m, vključno z klančinama na obeh koncih, najdaljši Baileyjev most.
V Neverwhere Neila Gaimana je bil Blackfriars Bridge imenovan kot dom neznanega reda menihov, ki so imeli ključ do angelskega zapora. Most je predstavljen tudi v besedilu pesmi The Resurrectionist skupine Pet Shop Boys.
V filmu Louisa A. Meyerja Bloody Jack: Being An Account of the Curious Adventures of Mary "Jacky" Faber, Ship's Boy, je Jacky predstavljena kot sirota v zgodnjem 19. stoletju v Londonu, ki živi s svojo tolpo sirot pod mostom Blackfriars.
Most se pojavi med uvodno sekvenco filma Happy-Go-Lucky, kjer se glavni junak po njem pelje s kolesom. V vohunskem filmu Maščevalci iz leta 1998 most uniči tornado, ki ga povzroči stroj za spreminjanje vremena, ki ga je zgradil nori znanstvenik, ko povzroči orkan nad Londonom.
Most je bil predstavljen v filmu Harry Potter in Feniksov red (2007). Feniksov red gre pod njim na njunem letu od številke štiri, Privet Drive do Grimmauld Placea.
V The Imaginarium of Doctor Parnassus (2009) Terryja Gilliama je lik Tonyja Heatha Ledgerja najden obešenega pod mostom Blackfriars, ki ga je Terry Gilliam opisal kot »poklon Robertu Calviju«.
V seriji knjig Cassandre Clare The Infernal Devices se Tessa Gray in Jem Carstairs srečata na mostu vsako leto od 1878 do 2008, razen leta 1941, saj je bilo zaradi druge svetovne vojne ocenjeno kot prenevarno. Tam se tudi poročita.

## Druga literatura
Številne težave in inovacije, uporabljene pri gradnji prvega mostu Blackfriars 1759–69, so opisane v:
- Ted Ruddock Arch bridges and their builders, 1735–85 (1979 reprinted 2009) ISBN 978-0-521-09021-6, and
- Robert Ward The man who buried Nelson, the surprising life of Robert Mylne (2007) ISBN 978-0-7524-3922-8